# JBJ (groupe)
Pour les articles homonymes, voir JBJ.
JBJ (hangeul : 제이비제이, RR : Jeibijei) est un boys band sud-coréen composé de six membres ayant participé à la saison 2 de Produce 101 en 2017,. Le groupe est dirigé par Fave Entertainment, tandis que CJ E&M a supervisé les productions du groupe,. Le groupe débute le 18 octobre 2017 et se sépare le 30 avril 2018.

## Histoire

### Pré-débuts
En avril 2017, la saison 2 de Produce 101 est diffusée sur Mnet, l’émission se termine le 16 juin en formant Wanna One. Le même jour, les fans du programme ont nommé Kenta Takada de Star Road Entertainment, Jin Longguo de Choon Entertainment, Kim Sanggyun de Hunus Entertainment, et Kim Taedong de The Vibe Label (plus tard Major Nine), comme les stagiaires éliminés qu’ils aimeraient voir débuter ensemble dans un autre projet de groupe, l’équivalent d’I.B.I de la première saison de Produce 101. Plus tard, Roh Taehyun d’Ardor & Able (maintenant Star Crew Entertainment), Kim Donghan de OUI Entertainment, et Kwon Hyunbin de YGKPlus ont été ajoutés au groupe imaginé à la suite d'une photo Instagram publiée par Taehyun ayant eu des réactions positives venant des fans,,.
Les discussions pour officiellement former et débuter JBJ ont commencé aux alentours de juillet 2017 entre les sept membres possibles et leurs agences respectives. CJ E&M et LOEN Entertainment ont aussi fait part des discussions comme les labels principaux des futures promotions et activités du groupe,. Fave Entertainment, un sous-label de LOEN Entertainment, a été chargé d’être l’agence officielle du groupe. Le 25 juillet, les stagiaires et les compagnies se sont mis d’accord. Il est dévoilé que le contrat du groupe durera sept mois, cependant LOEN Entertainment ont exprimé qu’ils sont ouverts à toute discussion pour prolonger le contrat du groupe. JBJ devait originellement débuter le 10 septembre avec les sept membres, mais leurs débuts ont été confirmés pour plus tard, le 18 octobre et sans Kim Taedong.
La participation de Kim Taedong dans le groupe n’a pas été confirmée à cause d’un conflit en cours avec son agence, The Vibe Label. Le 27 juillet, il a demandé à son agence de clore son contrat. Depuis, les partis impliqués, y compris CJ E&M et LOEN Entertainment, se sont réunis de nombreuses fois pour résoudre le conflit, mais le 7 septembre rien avait encore abouti. Après plus d’un an d’inactivité, durant lequel il était incapable de promouvoir comme membre officiel de JBJ, il est retourné dans son agence, maintenant nommée Major 9 Entertainment, et ne fait pas partie de JBJ.

### Débuts avecFantasy
Le premier reality show du groupe, Just be Joyful JBJ, a commencé sa diffusion le 27 septembre 2016 sur Mnet M2 Channel.
JBJ sort son premier EP Fantasy le 18 octobre 2017 avec le titre principal "Fantasy",.
Le 19 octobre, il est annoncé que le groupe tiendra des conventions de fans partout en Asie à commencer par le Japon (Tokyo et Osaka) les 23 et 26 novembre.
Le 21 décembre, il est confirmé que le prochain album du groupe sortira en janvier 2018 et que JBJ tiendra son premier concert solo intitulé JBJ 1st Concert [Really Desirable Concert] du 3 au 4 février 2018. 7 000 tickets pour leur concert solo ont été vendus en moins d’une minute.

### True Colors
Le 3 janvier 2018 à minuit, JBJ a annoncé le titre de leur nouvel EP, True Colors, ainsi que sa liste de pistes. L’album sort le 17 janvier avec le clip vidéo de "My Flower".
Le 18 janvier, Fave Entertainment a déclaré que les conventions du groupe en Asie se sont conclues par les Philippines le 14 janvier,.

### Extension de contrat possible
Originellement, JBJ devait se séparer en avril 2018. Cependant, les six membres ont exprimé leur intérêt à prolonger leur contrat, des discussions se sont tenues pour une éventuelle prolongation. Le 22 février, Fave Entertainment ainsi que les agences respectives de chaque membre ont officiellement discutés sur la possibilité d’une extension de contrat jusqu’à décembre 2018,. Le 14 mars, Fave Entertainment confirme que le contrat de JBJ se terminera le 30 avril, leurs compagnies n’ayant pas décidées de prolonger leur contrat.

### Dernières activités et séparation
Le 15 mars 2018, le groupe confirme qu’il sortira son dernier album le 17 avril. JBJ sort son dernier album New Moon le 17 avril avec le titre promotionnel "Call Your Name",.
Le 22 avril, les garçons terminent leurs activités avec leur dernier concert JBJ Really Desirable Concert [Epilogue],.
Le groupe se sépare officiellement le 30 avril 2018 après l’expiration de son contrat avec Fave Entertainment.

## Membres
Adapté selon leurs profils Naver.
- Roh Taehyun (노태현, ancien membre de Hotshot)
- Kenta Takada (타카다 켄타/髙田健太, membre de JBJ 95)
- Kim Sanggyun (김상균, ancien membre de Topp Dogg, et membre de JBJ 95)
- Jin Longguo (김용국/金龙国, membre de Longguo & Shihyun, et maintenant en solo[33],[34])
- Kim Dong-han (김동한)
- Kwon Hyunbin (권현빈)

## Discographie

### Album studio
| Titre    | Détails de l’album | Meilleures positions | Meilleures positions | Ventes                               |
| Titre    | Détails de l’album | COR                  | JPN                  | Ventes                               |
| -------- | --- | -------------------- | -------------------- | ------------------------------------ |
| New Moon | - Date de sortie : 17 avril 2018 - Labels : CJ E&M Music (Stone Music Entertainment), Fave Entertainment - Formats : CD, téléchargement numérique Liste des pistes 1. J.B.J. (Intro) 2. Fantasy 3. Say My Name 4. 오늘부터 (Ride With Me) 5. 꿈을 꾼 듯 (As If In A Dream) 6. 예뻐 (CD Only) 7. True Colors 8. On My Mind 9. 꽃이야 (My Flower) 10. Moonlight 11. Wonderful Day 12. 매일 (Everyday) 13. 매일 (Everyday) (Love Ver.) (CD Only) 14. 부를게 (Call Your Name) 15. ☆☆ (Be Joyful) 16. Just Be Stars | 2                    | 19                   | - COR : plus de 59 959 - JPN : 6 680 |

### Mini-albums (EPs)
| Titre       | Détails de l’album | Meilleures positions | Meilleures positions | Meilleures positions | Ventes                                 |
| Titre       | Détails de l’album | COR                  | JPN                  | US World             | Ventes                                 |
| ----------- | --- | -------------------- | -------------------- | -------------------- | -------------------------------------- |
| Fantasy     | - Date de sortie : 18 octobre 2017 - Labels : CJ E&M Music (Stone Music Entertainment), Fave Entertainment - Formats : CD, téléchargement numérique Liste des pistes 1. 예뻐 (CD Only)                        | 3                    | 15                   | 15                   | - COR : plus de 137 859 - JPN : 8 893  |
| True Colors | - Date de sortie : 17 janvier 2018 - Labels : CJ E&M Music (Stone Music Entertainment), Fave Entertainment - Formats : CD, téléchargement numérique Liste des pistes 1. Everyday (매일) [Love ver.] (CD Only) | 1                    | 5                    | 8                    | - COR : plus de 123 034 - JPN : 22 715 |

### Singles
| Titre                     | Année | Meilleures positions | Meilleures positions | Ventes                 | Album       |
| Titre                     | Année | COR                  | Hot 100              | Ventes                 | Album       |
| ------------------------- | ----- | -------------------- | -------------------- | ---------------------- | ----------- |
| "Fantasy"                 | 2017  | 23                   | 89                   | - COR : plus de 80 075 | Fantasy     |
| "My Flower" (꽃이야)      | 2018  | 20                   | 9                    | NC                     | True Colors |
| "Call Your Name" (부를게) | 2018  | 87                   | —                    | NC                     | New Moon    |

### Autres chansons classées
| Titre         | Année | Meilleures positions | Ventes                 | Album   |
| Titre         | Année | COR                  | Ventes                 | Album   |
| ------------- | ----- | -------------------- | ---------------------- | ------- |
| "Say My Name" | 2017  | —                    | - COR : plus de 16 235 | Fantasy |

## Filmographie

### Télévision
- Produce 101 Season 2 (Mnet, 2017)
- Just Be Joyful (Mnet, 2017)

## Concerts

### En Corée
- JBJ 1st Concert [Really Desirable Concert] (2018)
- JBJ Really Desirable Concert [Epilogue] (2018)

### Au Japon
- 2018 JBJ Japan Tokyo Valentine Live

### En Asie
- JBJ 1st Concert [Joyful Days] (2018)
  - Thaïlande (31 mars 2018)
  - Indonésie (7 avril 2018)
  - Japon
    - Tokyo (10 avril 2018)
    - Osaka (11 et 12 avril 2018)

## Récompenses et nominations

### Asia Artist Awards
| Année | Travail nommé | Catégorie         | Résultat   |
| ----- | ------------- | ----------------- | ---------- |
| 2017  | JBJ           | Popularity Award  | Nomination |
| 2017  | JBJ           | Rising Star Award | Lauréat    |

### Gaon Chart Music Awards
| Année | Travail nommé | Catégorie                      | Résultat   |
| ----- | ------------- | ------------------------------ | ---------- |
| 2018  | FANTASY       | New Artist of the Year (Album) | Nomination |

### Golden Disc Awards
| Année | Travail nommé | Catégorie               | Résultat   |
| ----- | ------------- | ----------------------- | ---------- |
| 2018  | JBJ           | New Artist of the Year  | Nomination |
| 2018  | JBJ           | Global Popularity Award | Nomination |

### Korean Culture and Entertainment Awards
| Année | Travail nommé | Catégorie         | Résultat |
| ----- | ------------- | ----------------- | -------- |
| 2017  | JBJ           | Kpop Singer Award | Lauréat  |

### Seoul Music Awards
| Année | Travail nommé | Catégorie            | Résultat   |
| ----- | ------------- | -------------------- | ---------- |
| 2018  | JBJ           | New Artist Award     | Nomination |
| 2018  | JBJ           | Popularity Award     | Nomination |
| 2018  | JBJ           | Hallyu Special Award | Nomination |

### V Live Awards
| Année | Travail nommé | Catégorie           | Résultat |
| ----- | ------------- | ------------------- | -------- |
| 2018  | JBJ           | Global Rookie Top 5 | Lauréat  |

### Korean Entertainment Arts Awards
| Année | Travail nommé | Catégorie                | Résultat |
| ----- | ------------- | ------------------------ | -------- |
| 2018  | JBJ           | Best Rookie Group (Male) | Lauréat  |

### Emissions musicales

#### Music Bank
| Année | Date       | Chanson     |
| ----- | ---------- | ----------- |
| 2018  | 26 janvier | "My Flower" |